# Charadrius modestus
El chorlito chileno (Charadrius modestus), también denominado chorlo chileno, chorlito o chorlo de pecho canela y chorlito de pecho colorado, es una especie de ave caradriforme de la familia Charadriidae que vive en el cono sur sudamericano.

## Distribución y hábitat
Cría en el sur de Chile y en la Patagonia argentina, además de las islas Malvinas. Migra al norte en invierno, llegando hasta el centro de la Argentina, Uruguay, y el sur de Brasil; ocasionalmente hasta Perú.
Sus hábitat naturales son las orillas de lagos y ríos, y la costa marina.